# Fritz Ruempler
Fritz Ruempler (* 27. Oktober 1905 in Lindau; † 26. Mai 1983 in Köln) war ein deutscher Architekt.

## Leben
Ruempler studierte an der TH München.
Von 1933 bis 1939 war er Mitarbeiter von Theodor Merrill, dessen Büro er nach der Emigration von Merrill unter seinem Namen weiterführte.
Nach der Rückkehr Merills 1959 schlossen sich die Architekten zu einer Arbeitsgemeinschaft zusammen, die Ende der 1960er Jahre aufgrund der allgemeinen Baukrise aufgelöst wurde.
Danach war Ruempler im Büro des Gartenarchitekten Gottfried Kühn tätig.

## Bauten

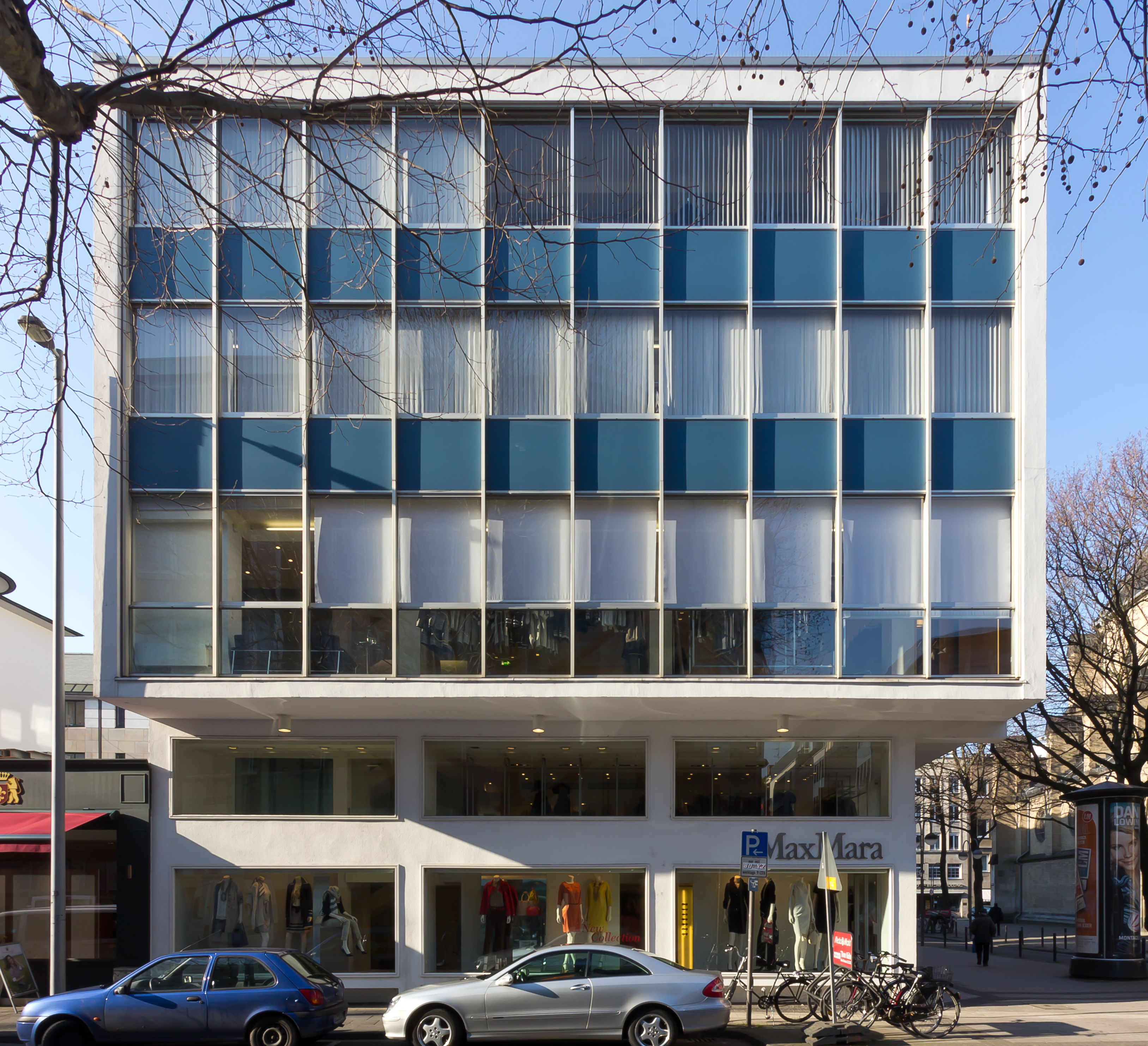
Wohn- und Geschäftshaus Mecky

- vor 1940: Sommerhaus in Winterscheid[1]
- vor 1940: Haus Notar Th. in W.[1]
- vor 1940: Haus J. in Köln-Marienburg[1]
- vor 1953: Verwaltungsgebäude in Köln
- 1956–1957: Wohn- und Geschäftshaus Mecky  in Köln, Ludwigstr. 17[2]
- vor 1957: Atriumhaus bei Köln[3]
- 1957: Rosencafé auf der Bundesgartenschau 1957 in Köln[4]
- vor 1964: Wohnhaus im Bergischen Land[5]
- vor 1965: Wohnhaus in Köln (mit Theodor E. Merill)[6]
- vor 1965: Wohnquartier bei Köln (mit Theodor E. Merill)[6]